# Моэ Тати I
Моэ Тати I (фр. Moe Tati I; род. в 1933, Нлонгу-Бонди, Конго — 11 июля 2007, Руан, Франция) — король Лоанго в 2000—2007 годах.

## Биография
В течение четырёх лет его правление было невозможно из-за споров о престолонаследии. Вопреки традиции, один из сыновей умершего государя провозгласил себя царём и даже начал царствовать, так и не воцарившись на престоле. Перед возведением на престол Моэ Тати I прошёл множество обрядов инициации. Сначала его поместили в маленькую деревню Ситу-Нкола, затем перевели в Билалу, недалеко от Диоссо, и изолировали на шесть месяцев для «традиционных жертвоприношений». Был похоронен на кладбище Чибанг Банг.